# Krka Nationalpark
Krka Nationalpark (kroatisk: Nacionalni park Krka) er en af de kroatiske nationalparker, opkaldt efter floden Krka (oldgræsk: Kyrikos), som den omslutter. Det er beliggende langs det midterste løb af Krka-floden i det centrale Dalmatien, i Šibenik-Knin distrikt, nedstrøms Miljevci-området, og kun få kilometer nordøst for byen Šibenik. Den blev oprettet for at beskytte Krka-floden og er primært beregnet til videnskabelige, kulturelle, uddannelsesmæssige, rekreative og turistaktiviteter. Det er den syvende nationalpark i Kroatien og blev udpeget  til nationalpark i 1985.

## Geografi
Krka-nationalparken ligger helt inden for Šibenik-Knin distrikts territorium og omfatter et område på 109 kvadratkilometer langs Krka-floden: to kilometer ned ad floden fra Knin til Skradin og den nederste del af floden Čikola. Krka Nationalpark er en rummelig, stort set uændret region med enestående og mangefacetteret naturværdi og omfatter et eller flere bevarede eller ubetydeligt ændrede økosystemer. Krka-vandfaldsområdet har den næsthøjeste tæthed af lavendel i Europa, hvilket medfører en høj frekvens af hvepse og bier i området.

## Miljø

### Flora
Krka Nationalpark hører til den sydeuropæiske region (Middelhavs- og sub-Middelhavsområdet). På grund af sin særlige position og mosaikfordelingen af forskellige typer habitater er den karakteriseret ved en usædvanlig rig og varieret flora og fauna.
Der er fundet otte hundrede og tres arter og underarter af planter i Krka Nationalparks område, herunder flere endemiske arter. 

### Fauna
Der lever atten fiskearter i Krka-floden, hvoraf ti er endemiske, hvilket gør Krka til et naturområde af højeste kategori. Ørred og dalmatisk barbelgudgeon er et par af de fisk, der kan findes i økosystemet.
Pletter af siv, søer dannet langs en del af floden og sumpede enge bugner af padder og fugle, mens krat og stenbrud er hjemsted for krybdyr.
Overfloden af fuglearter (222), strukturen af fugleområderne og Krka's store betydning for forårs- og efterårstræk gør den til en af de ornitologisk mest værdifulde regioner i Europa. Der er talrige rovfugle i området, de mest bemærkelsesværdige er: fiskeørn, slangeørn, kongeørn, høgeørn, Lannerfalk og vandrefalk. Andre fugle af interesse er stor hornugle, biæder og gåsegrib.
Blandt pattedyr er der 18 arter af flagermus, som generelt er truet eller nær udryddelse i resten af Europa, Myotis capaccinii, vandflagermus og den truede odder.

### Ria
En ria er mundingen af en flod, der løber ud i havet, skabt af flodlejets nedsænkning efter Adriaterhavets steg  135 meter efter den sidste kvartære istid. I riaen af Krka-floden strækker havvand sig til bunden af Skradinski buk. Krka-flodens ria er 23,5 kilometer lang.
Denne ria betragtes som et usædvanligt fænomen på grund af dens mangel på forurening og biologisk vitalitet. Det er et område rigt på skaldyr, ferskvandsfisk og saltvandsfisk.

## Turisme
Krka Nationalpark byder på flere interessante steder. De tilgængelige attraktioner og faciliteter omfatter forskellige vandrestier, sightseeingture og præsentationer, bådture, souvenirbutikker, et museum og restauranter. Der er også adskillige arkæologiske ruiner  af urestaurerede fæstninger i parkens nærhed, der går helt tilbage til romertiden. De er Čučevo, Nečven, Bogočin, Ključica og Burnum.

### Skradinski buk
Skradinski buk er en af de mest attraktive dele af parken. Det er en massiv, klar, naturlig pool med høje vandfald i den ene ende og kaskader i den anden. Det er det laveste af de tre grupper vandfald, der er dannet langs Krka-floden. I et område 400 m i længden og 100 m i bredden er der 17 vandfald og den samlede højdeforskel mellem det første og det sidste fald er 47,7 m. På grund af rigdommen og mangfoldigheden af geomorfologiske former, vegetation og de forskellige effekter forårsaget af lysets spil i boblerne, anses Skradinski buk for at være et af de smukkeste calciumcarbonat- vandfald i Europa.
Flowhastigheden er 43 m3 i sekundet om vinteren, 18 m3 om sommeren, med et gennemsnit på 55 kubikmeter i sekundet, der løber ned ad Skradinski buk årligt. Det er det største travertinkaskadesystem i Europa.

### Roški Slap
Roški Slap, der ligger nær Miljevci, er den næstmest populære attraktion i Krka Nationalpark målt i antal besøgende. Det er det sjette vandfald i floden Krka. Rundt om hele lokationen er der en vandresti med vidunderlig udsigt.  Stedet kan besøges hele året rundt. Den nemmeste måde at nå Roški Slap på er at tage en af udflugtsbådene, der drives af Krka Nationalpark, selvom vandfaldet også kan nås med en offentlig vej.

### Klostre
Inde i parken ligger øen Visovac, som blev grundlagt under Ludvig 1. af Ungarns regeringstid, hjemsted for det romersk-katolske Visovac-kloster grundlagt af franciskanerne i 1445 nær landsbyen Miljevci. Øen kan besøges med en bådtur fra Skradinski buk. Parken omfatter også det serbiske østlige ortodokse kloster Krka grundlagt i 1345. Krka-klostret er et åndeligt centrum for det ortodokse dalmatiske eparki (stift), og blev første gang nævnt i skriftlige dokumenter i år 1402 som den fromme begavelse af Jelena Šubić, søster til den serbiske kejser Dušan. Klosteret blev bygget og ombygget indtil slutningen af 1700-tallet.